# Dicranocnemus squamosus
Dicranocnemus squamosus är en skalbaggsart som beskrevs av Hermann Burmeister 1844. Dicranocnemus squamosus ingår i släktet Dicranocnemus och familjen Melolonthidae. Inga underarter finns listade i Catalogue of Life.